# Carthamus fruticosus
Carthamus fruticosus és una espècie de la família de les asteràcies, endèmica del Marroc. Fou descrita per Linné en 1753 (Species Plantarum, vol.2, p. 830) i la seva descripció ampliada aGenera Plantarum de 1754. Traduït el nom Carthamus, llatinitzat de l'àrab «kârtum», arrel semítica que significa «tint», en referència a les seves qualitats.

## Morfologia
Arbust molt punxant i espinós, més o menys perennifoli, hermafrodita, d'1,5 - 2 metres d'alçada. El port és erecte, amb el tronc ben definit o amb freqüència, ben ramificat des de la base prenent formes quasi hemisfèriques. Les branques són rectes i fortament estriades, amb l'escorça verdosa-grisenca. Les fulles són alternes, de dos formes molt diferents: unes són sempre solitàries, llargues linears, rígides i espinescens, enteres o amb dos petits lòbuls espiniformes en la base. Són verdes i en assecar-se es tornen blanquinoses i persisteixen sobre la planta diversos anys. L'altre tipus de fulla neixen solitàries i d'elles en creixeran nous branquillons, aquestes fulles són més aviat oblongues, no espinescents ni rígides, són caduques i es desprenen de la planta en assecar-se cauen. La inflorescència es presenta en un capítols solitari axil·lar i terminal. Estretament ovalat, rodejat a la base per bràctees molt semblants a les primeres fulles espinescents, les altres bràctees no són espinescents com a les dues espècies del mateix gènere: Phonus arborescens (L.) i Phonus riphaeus (Font-Quer & Pau). Les flors són de color groc, tubulars, regulars, sense lígules i sobresurten molt per sobre de les bràctees. El fruit és un petit aqueni oval-subtetragonal amb un vil·là amb un plomall violaci perenne.